# 耶洛梅德辛縣
耶洛梅德辛縣（英語：Yellow Medicine County）是美國明尼蘇達州西部的一個縣，西鄰南達科他州，東北以明尼蘇達河為界。面積1,977平方公里。根據美國2000年人口普查，共有人口11,080人。縣治格尼拉特福爾斯 (Granite Falls)。
成立於1871年3月6日，縣名來自耶洛梅德辛河 (Yellow Medicine River)。